# Carlton Centre
Le Carlton Centre est un gratte-ciel situé dans le centre-ville de Johannesburg en Afrique du Sud, contenant des bureaux, un centre commercial et une plate-forme d'observation.
Culminant à 223 m de hauteur, il fut le plus haut gratte-ciel d'Afrique jusqu'en 2019, année d'achèvement de l'hôtel Leonardo Tower à Johannesburg (234 m). Eux-mêmes dépassés par la tour Mohammed VI à Rabat, au Maroc (250 m) en 2022, puis l'Iconic Tower au Caire en Égypte (294 m) en 2024, aujourd'hui plus haut building d'Afrique.
Sa construction commença à la fin des années 1960. Remplaçant l'ancien hôtel Carlton, il fut inauguré en 1973.